# Hydraena acumena
Hydraena acumena (лат.) — вид жуков-водобродок рода Hydraena из подсемейства Hydraeninae. Назван по резко заострённому отростку на средней линии первого брюшного вентрита самцов.

## Распространение
Встречаются в Папуа — Новой Гвинеи.

## Описание
Водобродки мелкого размера (около 1,65 мм), удлинённой формы. Дорзум буроватый; ноги и максиллярные щупики тёмно-коричневые. Первый брюшной вентрит с острым бугорком по средней линии. Пятый брюшной вентрит простой. Вершина брюшка симметричная; последний тергит (у самца) с глубоким вырезом. Сходен с Hydraena tetana по габитусу, размерам и некоторым половым признакам диморфизма самцов (бугорок на первом брюшном вентрите, мезо- и метатарсусы с длинными волосовидными щетинками); отличается от него несколько более мелкой дорсальной пунктировкой и формой протибиального апекса самцов. Взрослые жуки, предположительно, как и близкие виды, растительноядные, личинки плотоядные.

## Таксономия
Вид был впервые описан в 2011 году американским энтомологом Philip Don Perkins (Department of Entomology, Museum of Comparative Zoology, Гарвардский университет, Кембридж, США) по типовым материалам с острова Новая Гвинея. Включён в состав видовой группы Tetana group.